# Monika Bieńkowska
Monika Bieńkowska (* 9. Januar 1978) ist eine polnische Badmintonspielerin. 

## Karriere
Monika Bieńkowska wurde 1996 erstmals polnische Meisterin. Ein weiterer Titel folgte 1999. 1999 nahm sie auch an der Weltmeisterschaft teil.

## Sportliche Erfolge
| Saison | Veranstaltung                          | Disziplin   | Platz | Name                                                                             |
| ------ | -------------------------------------- | ----------- | ----- | -------------------------------------------------------------------------------- |
| 1995   | Polnische Einzelmeisterschaften        | Mixed       | 3     | Michał Łogosz / Monika Bieńkowska (Stal Płock)                                   |
| 1996   | Polnische Meisterschaften der Junioren | Mixed       | 1     | Michal Logosz / Monika Bienkowska                                                |
| 1996   | Polnische Einzelmeisterschaften        | Damendoppel | 1     | Monika Bieńkowska / Katarzyna Boczek (Stal Płock)                                |
| 1997   | Polnische Einzelmeisterschaften        | Mixed       | 3     | Michał Łogosz / Monika Bieńkowska (Bizon Płock)                                  |
| 1997   | Polnische Einzelmeisterschaften        | Damendoppel | 3     | Monika Bieńkowska / Katarzyna Boczek (Bizon Płock)                               |
| 1999   | Polnische Einzelmeisterschaften        | Mixed       | 1     | Robert Mateusiak / Monika Bieńkowska (SKB Suwałki / Bizon Płock)                 |
| 1999   | Polnische Einzelmeisterschaften        | Dameneinzel | 3     | Monika Bieńkowska (Bizon Płock)                                                  |
| 1999   | Weltmeisterschaft                      | Mixed       | 17    | Robert Mateusiak / Monika Bienkowska                                             |
| 2001   | Polnische Einzelmeisterschaften        | Damendoppel | 2     | Monika Bieńkowska / Dorota Grzejdak (Bizon Płock / Orlicz Suchedniów)            |
| 2002   | Polnische Einzelmeisterschaften        | Damendoppel | 3     | Monika Bieńkowska / Dorota Grzejdak (Bizon Płock / Orlicz Suchedniów)            |
| 2002   | Polnische Einzelmeisterschaften        | Mixed       | 3     | Dariusz Zięba / Monika Bieńkowska (Orlicz Suchedniów / Bizon Płock)              |
| 2003   | Polnische Einzelmeisterschaften        | Damendoppel | 2     | Monika Bieńkowska / Krystyna Polakowska (Masovia Płock / Warmia Olsztyn)         |
| 2003   | Polnische Einzelmeisterschaften        | Mixed       | 3     | Damian Pławecki / Monika Bieńkowska (Azs Kraków / Masovia Płock)                 |
| 2004   | Polnische Einzelmeisterschaften        | Damendoppel | 3     | Monika Bieńkowska / Dorota Grzejdak (Masovia Płock)                              |
| 2004   | Polnische Einzelmeisterschaften        | Mixed       | 3     | Damian Pławecki / Monika Bieńkowska (AZS Kraków / Masovia Płock)                 |
| 2005   | Polnische Einzelmeisterschaften        | Damendoppel | 3     | Monika Bieńkowska / Dorota Grzejdak (Masovia Płock)                              |
| 2005   | Polnische Einzelmeisterschaften        | Mixed       | 3     | Damian Pławecki / Monika Bieńkowska (AZS Kraków / Masovia Płock)                 |
| 2006   | Polnische Einzelmeisterschaften        | Mixed       | 3     | Damian Pławecki / Monika Bieńkowska (AZS Kraków / Masovia Płock)                 |
| 2007   | Polnische Einzelmeisterschaften        | Mixed       | 3     | Damian Pławecki / Monika Bieńkowska (AZS Kraków / Masovia Płock)                 |
| 2007   | Polnische Einzelmeisterschaften        | Damendoppel | 3     | Monika Bieńkowska / Dorota Grzejdak (Masovia Płock)                              |
| 2011   | Polnische Einzelmeisterschaften        | Mixed       | 3     | Hubert Pączek / Monika Bieńkowska (AZS Kraków / UKS 15 Kędzierzyn-Koźle)         |
| 2012   | Polnische Einzelmeisterschaften        | Damendoppel | 3     | Monika Bieńkowska / Kamila Augustyn (LUKS Badminton Choroszcz / Hubal Białystok) |
| 2013   | Polnische Einzelmeisterschaften        | Damendoppel | 2     | Kamila Augustyn / Monika Bieńkowska (SKB Litpol-Malow Suwałki)                   |
| 2014   | Polnische Einzelmeisterschaften        | Damendoppel | 3     | Kamila Augustyn / Monika Bieńkowska (SKB Litpol-Malow Suwałki)                   |
| 2016   | Polnische Einzelmeisterschaften        | Damendoppel | 3     | Monika Bieńkowska / Magdalena Witek (SKB Litpol-Malow Suwałki)                   |